# Transformationale Führung
Transformationale Führung ist ein Führungsstil, bei dem durch das Transformieren (lat.: transformare – umformen, umgestalten) von Werten und Einstellungen der Geführten in Richtung langfristiger, übergeordneter Ziele eine Leistungssteigerung stattfinden soll. Transformationale Führungskräfte versuchen, ihre Mitarbeiter intrinsisch zu motivieren, indem sie beispielsweise attraktive Visionen vermitteln, den gemeinsamen Weg zur Zielerreichung kommunizieren, als Vorbild auftreten und die individuelle Entwicklung der Mitarbeiter unterstützen. Die transformationale Führung ist zusammen mit der transaktionalen Führung Bestandteil des Full Range Leadership Models.

## Ursprung, Grundidee
Die Theorie zur transformationalen Führung wird seit Mitte der 1990er Jahre wissenschaftlich untersucht. Erstmals unterschied der Historiker und Politikwissenschaftler James MacGregor Burns durch die Analyse von Biografien von Politikern und deren Führungsstilen zwischen einem transformierenden und einem transaktionalen Führungsstil: Während sich transaktional führende Politiker eher an der Beibehaltung des Status quo orientierten, könnten transformational führende Politiker Veränderungen bewirken. Bernard M. Bass übertrug diesen Gedanken auf die Mitarbeiterführung und erweiterte Burns’ Theorie zur transformierenden Führung, indem er den zugrundeliegenden psychologischen Mechanismus genauer untersuchte. Im Gegensatz zur transaktionalen Führung, bei der eine Transaktion, also ein Austausch, zwischen der Arbeitskraft des Mitarbeiters und der Entlohnung durch den Arbeitgeber stattfinde, versuchten transformierend Führende, die Werte ihrer Mitarbeiter (z. B. durch Visionen oder vorbildhaftes Verhalten) zu verändern, Sinn zu vermitteln und sie auf diese Weise intrinsisch zum Erreichen eines gemeinsamen, übergeordneten (Unternehmens-)Ziels zu motivieren.
Laut Bass entwickelten transformational geführte Mitarbeiter Vertrauen, Loyalität und Respekt gegenüber ihrer Führungskraft, da diese ihnen eine inspirierende Vision aufzeigten und Identität vermittelten (z. B. durch die Förderung von Gruppenzielen). Bass postulierte, dass transaktionale und transformationale Führung nicht als Gegensätze, sondern gleichzeitig in den Verhaltensweisen ein und derselben Führungskraft auftreten könnten und sich nicht gegenseitig ausschlössen. Vielmehr bilde transaktionale Führung die Basis für eine weitergehende transformationale Führung.

## Führungsverhalten
Verschiedene Konzepte beschreiben günstiges Verhalten einer Führungsperson hinsichtlich einer „Transformationalen Führung“. In der Theorie von Bass werden die Verhaltensweisen einer transformationalen Führungskraft vier Kategorien (sog. „vier I’s“) zugeordnet:
1. Idealized influence (Vorbildfunktion): Die Führungskraft wird als integer und glaubwürdig wahrgenommen. Sie dient den Mitarbeitern als Vorbild, an dem sie sich menschlich und fachlich orientieren.
2. Inspirational motivation (inspirierende Motivation): Mit einer inspirierenden Vision versuchen transformational Führende, die intrinsische Motivation ihrer Mitarbeiter zu steigern. Sie können Sinn und Bedeutung vermitteln und damit deutlich machen, wofür es sich lohnt, Zeit und Energie zu investieren. Die ersten beiden Kategorien wurden anfangs auch als das Charisma einer Führungsperson bezeichnet.
3. Intellectual stimulation (intellektuelle Anregung): Die Führungskraft versucht, die kreativen und innovativen Fähigkeiten ihrer Mitarbeiter anzuregen, sodass diese sich im positiven Sinne herausgefordert fühlen, Unternehmensprozesse zu hinterfragen und zu optimieren.
4. Individualized consideration (individuelle Unterstützung): Die Führungskraft geht als „consultant, coach, teacher and mother figure“ (Bass, 1985, S. 27) auf die individuellen Bedürfnisse ihrer Mitarbeiter ein und entwickelt gezielt deren Fähigkeiten und Stärken. Dabei gelingt es in besonderem Maße, die individuellen Bedürfnisse zu erkennen, Motive zu wecken und Selbstvertrauen zu entwickeln.

Philip M. Podsakoff und Kollegen unterscheiden in einer Weiterentwicklung sechs Dimensionen transformationaler Führung, die den vier I’s von Bass ähnlich sind:
1. Vorbildfunktion: Nach Albert Bandura[8] sozialer Lerntheorie übernehmen Menschen das Verhalten anderer, insbesondere wenn sie diese respektieren und bewundern. Die Führungskraft ist somit jederzeit Vorbild für ihre Mitarbeiter und richtet ihr Verhalten optimalerweise im Sinne des Grundsatzes „walk the talk“ an den gemeinsamen Zielen aus.
2. Zukunftsvision: Die Führungskraft entwirft eine inspirierende Vision für die Mitarbeiter, die sie dazu motiviert, Ziele zu erreichen, die bis dato als unerreichbar galten. Eine erfolgreiche Vision zeichnet sich durch eine emotionale, positive Färbung aus; sie ist bildhaft und löst bei den Geführten Begeisterung aus.
3. Individuelle Unterstützung: Die Führungskraft erkennt die Ziele und Probleme der einzelnen Mitarbeiter und ist dazu fähig diese individuell zu fördern und zu motivieren.
4. Förderung von Gruppenzielen: Die Mitarbeiter stellen für eine höhere gemeinschaftliche Mission ihre eigenen egoistischen Interessen zurück. Der Mensch als soziales Wesen strebt nach Harmonie und Gruppenzusammenhalt. Durch die Schaffung gemeinsamer Ziele wird dieses Bedürfnis befriedigt, sodass das Wohlbefinden und dadurch wiederum die Leistungsbereitschaft der Mitarbeiter ansteigt.
5. Intellektuelle Anregung: Die Führungskraft regt die Mitarbeiter zu innovativen Ideen und Veränderungen an. Die Mitarbeiter sehen sich somit kontinuierlich herausgefordert Problemlösungen zu entwickeln.
6. Hohe Leistungserwartung: Die Führungskraft hat hohe, auf das Individuum abgestimmte, Erwartungen an ihre Mitarbeiter und kommuniziert ihr Vertrauen in die Leistungsfähigkeit der Mitarbeiter.

Jay A. Conger und Rabindra N. Kanungo entwickelten einen ähnlichen Ansatz unter der Bezeichnung charismatischer Führung. Sie formulierten darüber hinaus Annahmen über ein Prozessmodell mit aufeinander folgenden Phasen, mit dem Veränderungsprozesse, die durch eine charismatische Führungskraft initiiert und gestaltet wurden, idealtypisch abgebildet werden könnten. Ihre Dimensionen charismatischer Führung orientieren sich an diesen Phasen.
1. Artikulation/Kommunikation einer Vision: Die Führungskraft inspiriert und motiviert durch überzeugende Kommunikation, kann beeindruckend reden und präsentieren.
2. Politisches Gespür/ Sensibilität: Die Führungskraft erkennt rechtzeitig Gefahren und Risiken im sozialen und technischen Umfeld. Sie erkennt Fähigkeiten und Potentiale, aber auch Grenzen der Mitarbeiter sowie Chancen der Leistungssteigerung. Dabei denkt und handelt sie unternehmerisch.
3. Unkonventionelles Verhalten/Abweichen vom Status quo: Die Führungskraft weicht von traditionellen Methoden ab, überrascht durch ungewöhnliche Maßnahmen und unübliches Verhalten und orientiert sich nicht an etablierten Vorgehensweisen und versucht nicht, Bestehendes aufrechtzuerhalten.
4. Persönliche Risikobereitschaft: Die Führungskraft nimmt beachtliche persönliche Opfer und Risiken in Kauf und scheut keinen persönlichen Aufwand oder Anstrengung.
5. Sensibilität für Mitarbeiterbedürfnisse: Die Führungskraft pflegt im Umgang gegenseitige Wertschätzung und Respekt und zeigt Interesse und Betroffenheit für Bedürfnisse und Gefühle anderer.
6. Empowerment: Die Führungskraft delegiert verantwortungsvolle Aufgaben.

## Messung
Zur Quantifizierung der transformationaler Verhaltensweisen einer Führungskraft entwickelte Bass den Multifactor Leadership Questionnaire. Eine Revision des Fragebogens umfasst insgesamt neun Skalen, von denen fünf Aspekte der transformationalen Führung messen. (MLQ5X) In der Folge wurden weitere Messinstrumente entwickelt.

## Wirkung
Die Vertreter der transformationalen Führung vertreten die Auffassung, dass sich dieser Führungsstil positiv auf verschiedene arbeitsbezogene Ergebniskriterien auswirke und darin anderen Führungsstilen überlegen sei.
Positive Zusammenhänge zwischen transformationaler Führung und einer Vielzahl von Ergebniskriterien (z. B. Arbeitszufriedenheit, Commitment, Leistung, Gesundheit, Organizational Citizenship Behaviour, Kundenzufriedenheit, Rollenklarheit und Restrukturierungserfolg) seien – auch metaanalytisch – bestätigt. Besonders hervorzuheben seien die Effekte transformationaler Führung auf Kriterien, die von der Motivation der Mitarbeiter beeinflusst sind, wie die affektive Bindung oder das Organizational Citizenship Behaviour. Transformationale Führung wirke sich außerdem positiv auf die Kreativität von Mitarbeitern und die Entwicklung von Innovationen in Unternehmen aus. Rowold und Heinitz kamen zu dem Ergebnis, dass einige Facetten der transformationalen Führung das Stresserleben der Mitarbeiter reduzierten. Weiterhin seien Auswirkungen transformationaler Führung auf äußere Leistungsmaße nachweisbar, etwa auf den Verkaufserfolg von Mitarbeitern von Finanzdienstleistern.

## Aneignung
Für die Aneignung des Führungsstils wurden spezielle Trainingsprogramme entwickelt, die als Einzelcoaching (etwa Shadowing), Gruppencoachings, Workshops, Trainings oder professionelle Feedbacks zum Führungsverhalten angeboten werden.
Bei einem „Führungsstilfeedback“ (z. B. 360°-Feedback) wird das Ausmaß transformationalen Führungsverhaltens aus unterschiedlichen Perspektiven eingeschätzt (z. B. Selbsteinschätzung, Mitarbeiter, Vorgesetzte, Kollegen, Kunden). Die Ergebnisse des Feedbacks werden in einem Führungsstilbericht zusammengefasst. Dies soll der Führungskraft eine Reflexion des eigenen Führungsverhaltens ermöglichen. Häufig werden in der Praxis Trainings in Kombination mit Feedback durchgeführt. Die Wirksamkeit solcher Maßnahmen zur Förderung der transformationalen Führung konnte für unterschiedliche Kontexte, wie den Finanzsektor, Militär oder die öffentliche Verwaltung in Deutschland, bestätigt werden. Es zeigte sich, dass Führungskräfte, die an einer Trainingsmaßnahme teilnahmen, von ihren Mitarbeitenden transformationaler als vorher in ihrem Führungsverhalten wahrgenommen wurden. Die Wirksamkeit von Führungskräftetrainings in verhaltensorientierten Führungskonzepten ließe sich auch metaanalytisch bestätigen.

## Kritik
Die Niederländer Daan van Knippenberg und Sim B. Sitkin kritisierten das Konzept einer charismatisch-transformationalen Führung, als einem Zusammenschluss von transformationaler und charismatischer Führung. Dabei betonten sie, dass es ihnen nicht um eine generelle Ablehnung des Modells gehe. Sie äußern vier Kritikpunkte, die sich auf die Definition des Konstrukts und auf die Art der vermeintlichen Validität der Forschungsergebnisse beziehen:
1. Es gäbe keine Definition des Konstruktes, die genau erkläre, welche Dimensionen es besitze bzw. nach welchen Kriterien Dimensionen dem Konstrukt hinzugefügt oder nicht hinzugefügt werden könnten.
2. Es fehle ein kausales Modell, das die Prozesse und Auswirkungen einer jeden einzelnen Dimension explizit erkläre. Ein ihrer Meinung nach großes Problem liegt hierbei auch in der meist additiven Darstellung der Modelle, da es wahrscheinlich durch die hohen Interkorrelationen zu Überschätzungen komme. Zusätzlich sei eine Interaktion der verschiedenen Dimensionen nach aktuellem Wissensstand nicht auszuschließen, so dass es zu zusätzlichen Überschätzungen bzw. Unterschätzungen der Effekte kommen könne.
3. Die Definition des Führungsstils über die Effekte, die es hervorrufe, sei problematisch, da jede Studie, die die Effektivität von charismatisch-transformationale Führung untersuche, zwangsweise immer zu einem positiven Ergebnis kommen müsse, wenn effektive Führung sich durch die wünschenswerte Effekte auszeichne, die sie auf Untergebene hat, charismatisch-transformationale Führung aber durch eben diese Effekte definiert sei.
4. Die aktuellen Operationalisierungen und Messinstrumente seien unbrauchbar, da sie zum einen die theoretische Struktur in den Messungen nicht abbilden könnten und zum anderen charismatisch-transformationale Führung nicht hinreichend von anderen Führungskonstrukten wie zum Beispiel transaktionaler Führung zu unterscheiden sei.